# Uganda darlingtonae
Uganda darlingtonae är en insektsart som beskrevs av Ritchie, J.M. 1992. Uganda darlingtonae ingår i släktet Uganda och familjen gräshoppor. Inga underarter finns listade i Catalogue of Life.